# کابی کابی
کابی کابی  یا گابی گابی و نیز مردم کابی (انگلیسی: Kabi people) به گروهی از بومیان استرالیا گفته می‌شود که بومی جنوب ایالت کوئینزلند استرالیا هستند. 